# Сродна права
Сродна права су права која имају свој посебан предмет заштите који је углавном везан уз ауторска дела. С обзиром на сличан предмет заштите називају се и ауторском праву сродна права или само сродна права. С обзиром на близину ауторском праву називају се и ауторском праву суседна права.

## Сродна права
Сродна права чине:
- право интерпретатора;
- право произвођача фонограма;
- право произвођача видеограма;
- право произвођача емисије;
- право произвођача базе података;
- право првог издавача слободног дела и
- право издавача штампаних издања на посебну накнаду.[2]

### Право интерпретатора
Интерпретатор, односно извођач, јесте физичко лице које се лично ангажује на интерпретацији дела (музичар, глумац, играч, пантомимичар, певач, диригент). Ово је дефиниција коју даје Закон о ауторском и сродним правима.
Интерпретација је, словом истог Закона, духовно добро које настаје личним ангажовањем интерпретатора приликом звучног, односно визуелног или звучног-визуелног саопштавања дела.
У пуном складу са Законом, Организација за колективно остваривање интерпретатора – Организација ПИ – верује да лични ангажман извођача у интерпретацији даје посебан печат и допринос креираном делу. Тај посебан допринос даје основ за морална и имовинска права интерпретатора на изведеном делу.
Морално право интерпретатора, односно право да буде признат као такав, а његово име назначено на сваком примерку снимка дела, као и да се у одговарајућим случајевима супротстави дистрибуцији снимака своје интерпретације зајемчено је Законом.
Морална права интерпретатора Организација ПИ не штити.
Имовинска права Организација ПИ штити и то на основу дозволе, коју је издао Завод за интелектуалну својину.
Колективно остваривање имовинских права поверених Организацији ПИ укључује:
1. емитовање интерпретације са издатог снимка на носачу звука;
2. јавно саопштавање интерпретације, која се емитује са издатог снимка на носачу звука;
3. јавно саоштавање интерпретације са издатог снимка на носачу звука;
4. интерактивно чињење доступним интерпретације јавности; као и
5. посебна накнада за интерпретаторе.

Интерпретаторска имовинска права остварују се преко Организације ПИ, преко Уговора који закључују индивидуални интерпретатор – извођач и Организација ПИ, преко пуномоћја, или на основу Закона.

### Право произвођача фонографа
Произвођач фонограма је физичка или правна особа која подузима иницијативу и која је одговорна за прво фиксирање звукова изведбе или других звукова или оног што представља звукове. Предмет заштите права произвођача фонограма јест фонограм као фиксација звукова изведбе или других звукова или онога што представља звукове.(Фиксирање значи уграђивање звукова или онога што представља звукове на подлогу с које се могу слушати, умножавати или приопћавати путем неког уређаја).
Искључива права произвођача фонограма односе се на давање одобрења или забране за:
- репродуцирање (умножавање) својих фонограма,
- дистрибуирање (стављања у промет) и изнајмљивање својих фонограма,
- стављање на располагање јавности својих фонограма.

Права на накнаду произвођача фонограма односе се на накнаду:
- за радиофузијско емитовање и свако друго приопћавање јавности својих фонограма,
- за посуђивање својих фонограма посредовањем јавних књижница,
- за свако звучно снимање својих фонограма за приватно кориштење.

Трајање права произвођача фонограма је 50 година од првог фиксирања фонограма. Ако је у том раздобљу (од 50 година) фонограм законито издан, права трају 50 година од таква првог издања. Ако фонограм у том раздобљу није законито издан, али је законито приопћен јавности, права трају 50 година од таквог првог приопћавања јавности.

### Право филмског продуцента (произвођача видеограма)
Субјект ове врсте права је права филмски продуцент (произвођач видеограма).
Филмски продуцент је физичка или правна особа, која у своје име даје иницијативу, прикупља финансијска средства, организује и преузима одговорност за стварање прве фиксације аудиовизуелног дела, као и слика попраћених звуком или без звука (видеограма).
Предмет заштите права филмских продуцената (произвођача видеограма) јесте видеограм као фиксација аудиовизуелног дела, као и слика попраћених звуком или без звука.
Искључива права филмског продуцента (давање одобрења или забране) односе се на:
- репродуцирање својих видеограма,
- дистрибуирање и изнајмљивање својих видеограма,
- јавно приказивање својих видеограма,
- стављање на располагање јавности својих видеограма.

Права на накнаду филмског продуцента односе се на права:
- за посуђивање својих видеограма посредовањем јавних библиотека,
- за свако звучно и визуелно репродуцирање својих видеограма за приватно коришћење.

Трајање права је 50 година од прве фиксације видеограма. Ако је у том периоду (од 50 година) видеограм законито издат, или саопштен јавности права трају 50 година од таква првог издања или саопштавања, зависно од тога које је било раније.

### Право произвођача емисије
Произвођач емисије има имовинска права у складу са овим законом.
Емисија је у електрични, електромагнетни или други сигнал претворен звучни, визуелни, односно звучно-визуелни садржај који се емитује ради саопштавања јавности.
Произвођач емисије је физичко или правно лице у чијој је организацији и чијим је средствима емисија произведена.
Лице које само емитује или реемитује емисију није произвођач емисије.
Произвођач емисије има искључиво право да другоме забрани или дозволи:
1. реемитовање своје емисије;
2. снимање своје емисије на носач звука или слике, односно звука и слике;
3. умножавање тог снимка и стављање у промет тако умножених примерака снимка;
4. давање примерака снимка емисије у закуп.

### Право произвођача базе података
Произвођач базе података има имовинска права у складу са законом.
База података је збирка електронски уређених и забележених података, дела или других материјала којима се електронски приступа, и материјала неопходних за њено функционисање, као што су речник, индекс или систем за добијање или приказивање информација.
Базом података не сматра се рачунарски програм који се користи за њено стварање или рад.
Произвођач базе података је физичко или правно лице у чијој је организацији и чијим је средствима направљен (пројектован) садржај базе података.
Произвођач базе података има искључиво право да другоме забрани или дозволи:
1. повремено или стално умножавање базе података у целини или у деловима, за било коју намену и у било којој форми;
2. превођење, адаптирање, уређивање и било какво друго мењање базе података;
3. умножавање резултата добијених радњама из тачке 2.;
4. стављање у промет примерака базе података;
5. повезивање, комуникацију, приказивање или јавно излагање базе података.

Право из тачке 1. обухвата и право произвођача базе података да се супротстави:
1. неовлашћеном издвајању целине или дела основног садржаја базе података;
2. неовлашћеном коришћењу издвојене целине или дела основног садржаја базе података.

### Право издавача
Право издавача се посебно установљава као право првог издавача слободног дела, које се стиче када се, по истеку имовинских права аутора (70 година након смрти), изда или на други начин саопшти јавности дело које пре тога није било издато. Лице које законито изврши овакво издање има имовинска права једнака имовинским правима аутора.
Издавачи штампаних издања имају право на посебну прописану накнаду под истим условима који важе за ауторе.
Издавачи штампаних издања и аутори дела издатих у штампаној форми могу остварити своја права само преко организације за колективно остваривање ауторског и сродних права.
Остварена накнада коју плаћају произвођачи, односно увозници уређаја за фотокопирање или других уређаја са сличном техником умножавања и физичка и правна лица која пружају услуге фотокопирања уз накнаду, дели се између аутора и издавача у сразмери 50:50.

### Носиоци сродних права
Носилац сродних права може бити свака физичка и правна особа, осим права уметника извођача које, по својој нарави, припада физичкој особи која изведе дело из књижевног или уметничког подручја или изражаје фолклора.
Носилац ауторског или сродних права може своје право остварити индивидуално или колективно.
Индивидуално остваривање ауторског и сродних права може се вршити непосредно или преко заступника на основу одговарајућег пуномоћја.
Ауторско и сродна права колективно се остварују преко организације за колективно остваривање тих права.

## Трајање права
Имовинска права интерпретатора трају 50 година од дана настанка интерпретације. Ако је интерпретација снимљена и законито издата или објављена током тог рока, право траје 50 година од дана првог издавања или објављивања, зависно од тога који је датум ранији. Морална права интерпретатора трају и по престанку трајања његових имовинских права.
Право произвођача фонограма, односно произвођача видеограма траје 50 година од дана настанка фонограма, односно видеограма. Ако је фонограм, односно видеограм законито издат или објављен током тог рока, право престаје 50 година од дана тог издавања или објављивања, зависно од тога који датум је ранији.
Право произвођача емисије траје 50 година од дана првог емитовања заштићене емисије.
Право произвођача базе података траје 15 година од дана настанка базе података. Ако је база података учињена доступном јавности на било који начин током тог рока, право траје 15 година од тог дана.
Ако настану битне промене у селекцији или уређењу садржаја базе података рок се продужава за још 15 година. Битним променама у селекцији или уређењу садржаја базе података сматрају се додавање, брисање или поправљање целе или дела садржаја базе података који за резултат имају нову верзију базе података.
Право првог издавача слободног дела траје 25 година од дана првог издавања или првог саопштавања јавности на други начин.
Право издавача штампаних издања на посебну накнаду траје 50 година од законитог издавања дела.
Рокови за потребе утврђивања датума престанка имовинских права носилаца сродних права рачунају се од 1. јануара године која непосредно следи за годином у којој се десио догађај који је релевантан за почетак рока.

## Сродна права и ауторско право
Ауторско право је право које уживају ствараоци (аутори) књижевних, научних и уметничких дела (ауторска дела).
Ауторским правом се штите људске творевине, које имају духовни садржај, које су оригиналне и изражене у одређеној форми.
Ауторским делом сматрају се нарочито књижевна дела (романи, песме и др.) драмска дела, рачунарски програми, базе података, филмови, музичка дела,
кореографска дела, дела ликовне уметности као што су: слике, графике, цртежи и скулптуре, затим дела архитектуре, примењених уметности, картографска дела, планови, скице, фотографије и др.
Сродна права су блиско повезана са ауторским правом.
Права сродна ауторском праву настала су у вези са искоришћавањем дела заштићених ауторским правом и садрже слична права ограниченог домета и краћег трајања.
Сродна права ни на који начин не утичу на заштиту права аутора у погледу њихових дела, сродна права су преносива, осим личних права интерпретатора.
Заступници у индивидуалном остваривању ауторског и сродних права могу бити физичка или правна лица.

### Заштита ауторског и сродних права
Повреду ауторског или сродног права представља неовлашћено вршење било које радње која је обухваћена искључивим правима носиоца ауторског или сродног права, неплаћање накнаде прописане овим законом или уговором, као и неизвршавање других обавеза према носиоцу ауторског или сродног права, прописаних овим законом.

Носилац ауторског права, интерпретатор, произвођач фонограма, произвођач видеограма, произвођач емисије, произвођач базе података и стицалац искључивих овлашћења на ауторска и сродна права може тужбом да захтева нарочито:
1. утврђење повреде права;
2. престанак повреде права;
3. уништење или преиначење предмета којима је извршена повреда права, укључујући и примерке предмета заштите, њихове амбалаже, матрице, негативе и слично;
4. уништење или преиначење алата и опреме уз помоћ којих су произведени предмети којима је извршена повреда права, ако је то неопходно за заштиту права;
5. накнаду имовинске штете;
6. објављивање пресуде о трошку туженог.

Аутор, односно интерпретатор има право на тужбу за накнаду неимовинске штете због повреде својих моралних права.
Одредба тачке 3. не односи се на:
1. грађевински реализована дела архитектуре;
2. раздвојиве делове предмета којим је извршена повреда права, ако производња тих делова и њихово стављање у промет нису противзаконити.

Уместо захтева за уништење или преиначење предмета којима је извршена повреда права тужилац може захтевати да му се предају ти предмети.

### Сврха ауторског и сродних права
Сврха ауторског и сродних права је наплата накнаде за коришћење
Од корисника ауторских дела и предмета сродних права се тражи да плаћају накнаду за њихово коришћење. Остваривање права носилаца ауторског и сродних права може се вршити индивидуално или колективно. Индивидуално остваривање врши се непосредно, од стране аутора, или преко заступника, на основу пуномоћја. Колективно остваривање права врши се преко специјализованих организација, при чему је у Закону из 2009. године као велика новина уведено обавезно колективно остваривање ауторског и сроднх права које обухвата: 
(а) право аутора на кабловско реемитовање,
(б) право аутора на посебну накнаду и накнаду од послуге дела,
(ц) право интерпретатора на накнаду за емитовање и јавно саопштавање,
(д) право произвођача фонограма на накнаду за емитовање и јавно саопштавање,
(е) право издавача штампаних издања на посебну накнаду, и
(ф) право интерпретатора, произвођача фонограма и произвођача видеограма на посебну накнаду.
Организације за колективно остваривање ауторског и сродних права оснивају аутори, односно носиоци ауторског и сродних права или њихова удружења, при чему организација има статус удружења у складу са Законом о удружењима и не може да обавља ни једну другу делатност осим колективног остваривања ауторског и сродних права. За остваривање искључивих имовинских права, носиоци ауторског и сродних права уговором уступају своја права искључиво организацији за колективно остваривање права, да у своје име, а за њихов рачун закључује уговоре са корисницима ауторских дела и предмета сродног права, као и да у своје име, а за њихов рачун врши наплату посебне накнаде од корисника. Организација има и право да контролише коришћење предмета заштите који су у њеном делокругу, као и да покреће одговарајуће поступке ради заштите права која су јој поверена на колективно остваривање. Организација обавља делатност на основу дозволе државног органа надлежног за послове ауторских и сродних права, што је Завод за интелектуалну својину Републике Србије: али, само једна организација може добити дозволу за колективно остваривање ауторског и сродних права за исту врсту права на истој врсти ауторских дела или предмета сродног права. Дозвола важи пет година, након чега се поступак издавања понавља. Постојеће организације за колективно остваривање ауторског и сродних права су обавезне да ускладе статусни облик и пословање са новим Законом у року од једне године од његовог ступања на снагу.

## Слични чланци
- AKTA
- Пиратерија у музичкој индустрији
- SOPA
- PIPA
- Anonimusi
- Autorsko pravo